# کرکلند (واشینگتن)
کرکلند (به انگلیسی: Kirkland) شهری در شهرستان کینگ ایالت واشینگتن (ایالت) است که در سرشماری سال ۲۰۱۰ میلادی، ۴۸۷۸۷ نفر جمعیت داشته است.
این شهر ساحلی از حومه‌های شهر سیتل محسوب می‌گردد.